# لوتل‌خیست
لوتل‌خیست (به هلندی: Luttelgeest) یک منطقهٔ مسکونی در هلند است که در نورداوست‌پلدر واقع شده‌است. لوتل‌خیست ۲٬۳۵۰ نفر جمعیت دارد.